# Итоги (программа)
«Итоги» — еженедельная авторская информационно-аналитическая телепрограмма Евгения Киселёва, выходившая с 5 января 1992 по 8 июня 2003 года. В программе обсуждались и анализировались главные политические новости, события и тенденции политической жизни, регулярно выступали известные политики, видные общественные и культурные деятели. Также особенностями передачи было наличие понятия главной и второстепенных тем, собственных рейтингов, комментариев экспертов и телефонных опросов по темам недели. Автор и ведущий — Евгений Киселёв. Шеф-редакторами программы в разное время являлись Евгений Беньяш, Ирина Филина, Татьяна Сопова, Елена Черникова и Светлана Пузанова.

## История

### 1-й канал Останкино (1992—1993)
Решение о создании «Итогов» было принято в октябре 1991 года, после ухода Евгения Киселёва, Олега Добродеева и нескольких других сотрудников из программы «Вести». Программа стала выходить в эфир на 1-м канале Останкино по воскресеньям в 22:00 с хронометражем в 45 минут с января 1992 года и производилась ИТА РГТРК «Останкино». Когда программа только создавалась, Евгений Киселёв позвал в неё своего друга и коллегу, режиссёра Алексея Цыварева, который сформировал большую часть режиссёрско-редакторской команды, с некоторыми изменениями просуществовавшей до самого закрытия «Итогов». В печатных программах передач на 5 и 12 января 1992 года вместо названия «Итоги» было указано «Информационная программа».
В 1993 году Добродеев и Киселёв принимают решение покинуть РГТРК «Останкино», посчитав для себя невозможным работать в сложившихся условиях (1-й канал всё чаще работал в интересах президента России Бориса Ельцина). 19 сентября 1993 года программа последний раз вышла в эфир по 1-му каналу Останкино, после чего производство её перешло к ТОО «Итоги» и ТОО «Телекомпания НТВ» (Служба информации ТОО «Телекомпания НТВ»). Название «Итоги» в том же году было зарегистрировано как средство массовой информации на имя самого Киселёва, что впоследствии позволило ему без проблем использовать эту марку на разных телеканалах.

### НТВ (1993—2001)
С 10 октября 1993 года программа выходила в эфир на «Пятом канале» по воскресеньям в 21:00 в эфирном времени, выделенном специально для показа продукции под маркой телекомпании НТВ. Первый выпуск «Итогов» производства НТВ был посвящён событиям 3-4 октября того же года, политическому кризису в России. С 23 января 1994 года, после перехода вечернего времени четвёртого канала телекомпании НТВ, стала выходить в эфир на данной частоте по воскресеньям в 21:00. Некоторое время (до конца марта того же года) программа «Итоги», как и остальная информационная продукция НТВ, продолжала выходить в эфир на «Пятом канале».
По мнению телекритиков (в частности, Анри Вартанова), программа «Итоги» для большинства зрителей выглядела эталоном глубины и объективности политического анализа, вместе с тем, являлась весьма личностной. Чаще всего, её автор и ведущий выражал собственную позицию через объективные данные или через всесторонний, скрупулёзный анализ. На 1-м канале Останкино ведущий часто придерживался проельцинской позиции, что вызывало критику со стороны некоторых политических деятелей. В программу дважды приходил президент России Борис Ельцин, первый раз — 8 марта 1992 года, когда поднимался вопрос об импичменте, второй раз — 9 июня 1996 года, перед президентскими выборами. Среди других видных политических деятелей в «Итогах» выступали Михаил Горбачёв, Билл Клинтон, Ричард Никсон, Маргарет Тэтчер, Тони Блэр, Биньямин Нетанияху, Вацлав Гавел и Ариэль Шарон.
В 1993—1997 годах программа «Итоги» выходила в часовом хронометраже. В 1997 году хронометраж программы был увеличен до 2 часов. Появились новые рубрики — эксклюзивная информация «Итоги. Предисловие» (выходила в эфир отдельно в 18:00, хронометраж 40 минут), серия эксклюзивных репортажей о российских регионах, их жизни и проблемах «Россия-89», специальные репортажи корреспондентов НТВ (с 1998 года они также выходили в эфир в отдельной программе «Профессия — репортёр», хронометраж — 30 минут), эксклюзивная новость «Событие недели» и эксклюзивное интервью «Итоги. Ночной разговор» (выходила в эфир отдельно в 23:50, хронометраж — 30 минут). Также появились приложение «Итоги. Спорт» и повтор программы «Вчера в Итогах». Приложение «Итоги. Спорт» выходило в эфир с 7 декабря 1997 по 20 сентября 1998 года из 21-й студии Останкино, в ночь с воскресенья на понедельник в 0:15 или 0:45. В сентябре 1998 года, в связи с финансовыми проблемами на НТВ и сокращением ночного эфира на канале, рубрика была убрана из эфира. Также рубрика с марта по сентябрь 1998 года выходила в эфир отдельно утром или днём понедельника на спутниковом телеканале «НТВ-Плюс Спорт». До открытия «студии-трансформера» в 11-й студии Останкино в «Итогах» широко практиковались телемосты с российскими политиками из центра Москвы, находившимися в студии «Россия», а также специальные эфиры с несколькими политическими деятелями одновременно, располагавшимися в разных телестудиях или же городах.
В 1999 году из-за поездки Евгения Киселёва на швейцарский форум один выпуск «Итогов» провёл их консультант Григорий Кричевский. В программе постоянно выходили социологические опросы, где респондентов спрашивали, за кого бы они проголосовали на выборах, если бы они происходили в нынешнее воскресенье. Впервые на российском телевидении инфографика выходила на динамичном бекграунде (в то время, как на других каналах подобные работы выходили всегда с застывшим задним фоном). В шапке была использована поговорка «Vox populi — vox dei» (рус. Глас народа — глас божий). В рамках программы часто выходили сюжеты и специальные репортажи корреспондентов, посвящённые первой и второй российско-чеченским войнам и ситуации на Кавказе в целом.
Начиная с весны 1999 года, отличительной особенностью «Итогов» стало постоянное превышение хронометража: продолжительность программы превышала практически в два раза заявленную в печатной программе передач, в результате чего задерживала по сетке все последующие фильмы и передачи (до этого подобные ситуации наблюдались от случая к случаю). С 30 мая 1999 года в «Итогах» стали на постоянной основе выходить сюжеты с резкой критикой окружения президента Бориса Ельцина (называемого «Семья»). В частности, среди них был репортаж из телеэфира 18 июля 1999 года, в котором рассказывалось, что руководитель администрации президента РФ Александр Волошин и Борис Березовский были замешаны в финансовых махинациях с концерном AVVA и «Чара-банком».
В сентябре 1999 года из эфира исчез выпуск «Итоги. Ночной разговор», а интервью стали выходить как в сохранившемся «Предисловии» (его эфиры за 21 и 28 ноября 1999 года были полностью отданы под интервью Киселёва с Александром Солженицыным, которое вышло в двух частях), так и в основном выпуске. В начале 2000 года «Итоги» стали выходить только с одним выпуском в 19:00 (де-факто — со 2 января 2000 года, когда в эфир в 21:00 вышла передача, подводившая итоги 1999 года, на постоянной основе — с 16 января) — без приложений, но с повтором на следующий день.
С 2000 года в эфире «Итогов» стала выходить рубрика «Особый взгляд», в которой кто-либо из корреспондентов службы информации комментировал одну из тем недели. С начала 2001 года этот авторский эксклюзивный комментарий получил название «Особый взгляд Леонида Парфёнова» (ранее он появлялся в рамках «Итогов» на непостоянной основе как автор некрологов по Владиславу Листьеву и Дмитрию Лихачёву). Тогда же добавилась рубрика «Итоги — 10 лет», где Евгений Киселёв предлагал зрителям вспомнить, о чём рассказывали и что показывали в «Итогах» в один строго взятый месяц года в период с 1992 по 2000 год. Использовались наиболее интересные фрагменты репортажей корреспондентов и инфографика (результаты опросов) из передач разных лет. Помимо этого, с января 2001 года в конце выпусков передачи стал выходить прогноз погоды на неделю. В этот период западные СМИ характеризовали «Итоги» как политическое обозрение российского телевидения, которое было наиболее критично настроено по отношению к Владимиру Путину.
Во время захвата НТВ один выпуск программы вышел 15 апреля 2001 года на ТНТ в 18:00 под названием «Итоги на ТНТ».

### ТВ-6 и ТВС (2001—2003)
После смены владельца «Медиа-Моста» в конце апреля 2001 года программа «Итоги» переместилась на ТВ-6, но уже с хронометражем в час (затем — в полтора часа), также без приложений, но с повтором. В заставке передачи и анонсах в печатных изданиях стали прописываться имя и фамилия автора и ведущего. Первый выпуск на шестой кнопке вышел в эфир 22 апреля 2001 года, когда корреспонденты, режиссёры и редакторы ещё не были штатными сотрудниками телеканала. Первые выпуски «Итогов» на ТВ-6 выходили в эфир в 19:00, как и ранее на НТВ (до 13 мая 2001 года — без упоминания в печатных телепрограммах, сетка вещания составлялась на 2 недели вперёд), с 27 мая 2001 года она выходила в 21:00, с 9 сентября 2001 года — снова в 19:00. Приказ о постановке программы в эфир был подписан тогдашним заместителем гендиректора ТВ-6 Александром Олейниковым. Осенью 2001 года в программе также изменился имидж ведущего: с сентября 2001 по январь 2002 года Киселёв единственный сезон вёл эфиры «Итогов» не с усами, как ранее и после, а с бородой.
В сентябре 2001 года, согласно социологическим опросам TNS в Москве, «Итоги» стали самой популярной воскресной информационно-аналитической программой, опередив «Времена» ОРТ, «Намедни» НТВ, «Зеркало» и «Вести недели» РТР, но уже в декабре того же года ситуация изменилась в пользу недавно запущенных программ Леонида Парфёнова и Евгения Ревенко на четвёртой и второй кнопках.
В январе 2002 года, к 10-летию со дня первого выхода телепрограммы «Итоги», телекомпания ТВ-6 выпустила в эфир видеоролик «Итоги — 10 лет в эфире». По сценарию ролика, стилизованного под фильмы о Джеймсе Бонде, Евгений Киселёв, находящийся далеко от телецентра «Останкино», должен срочно выйти в эфир и, несмотря на все препоны злоумышленников, с блеском справляется с задачей. Ролик озвучивал Алексей Колган, имитируя закадровый авторский перевод зарубежных фильмов 1980-х-1990-х годов. Последний эфир на ТВ-6 состоялся 20 января 2002 года, за сутки до отключения телеканала от общефедерального эфира.
После закрытия ТВ-6 программа некоторое время (с 27 января по 31 марта 2002 года) выходила на радиостанции «Эхо Москвы», как и некоторые другие новостные и авторские передачи с этого канала.
2 июня 2002 года «Итоги» вышли на ТВС, выигравшем конкурс на частоту, где до последнего дня вещало ТВ-6. В то же время в программе произошли кардинальные изменения: передача стала в два раза длиннее (по сравнению с предыдущем хронометражем) и гораздо разнообразнее по форме. Также были придуманы новые рубрики, причём не все политические (например, «Неделя в истории»). А после закрытия программ «Глас народа», «Герой дня» и приложений приобрела характер ток-шоу.
В первых выпусках программы на ТВС в её студии была массовка, которую ведущий периодически привлекал к обсуждению актуальных тем. От неё отказались уже в конце июня, после чего программа снова стала выходить без зрителей, но в той же 5-й студии Останкино. Теперь на передачу приходил один общественный, политический или культурный деятель (или же несколько человек), с которыми ведущий обсуждал темы недели между репортажами корреспондентов канала. В передаче на ТВС были сохранены телефонные опросы с тремя вариантами ответа на одну из ключевых тем недели, а также рейтинги политических партий. В некоторых выпусках также могли выходить авторские исторические комментарии ведущего. Рецензентами отмечалось изменение характера выпусков «Итогов» на ТВС: он стал более осторожным и сдержанным, нежели ранее, в прошлые годы вещания (на НТВ и ТВ-6).

### Закрытие
Последний выпуск «Итогов» перед закрытием ТВС был показан 8 июня 2003 года, так как в следующее воскресенье (15 июня) её эфир изначально не должен был состояться по причине праздника Дня России, отмечавшегося 12 июня. Планировавшийся 22 июня последний в истории программы выпуск не вышел в эфир из-за состоявшегося раньше предполагаемого срока закрытия телеканала (хотя активно анонсировался в течение 21 июня). В нём Евгений Киселёв и бригада «Итогов» хотели попрощаться со зрителями, которые смотрели эту программу на протяжении 11 лет, а также зачитать стихотворение Иосифа Бродского «Письма римскому другу».
После закрытия ТВС и роспуска своей творческой команды Евгений Киселёв на некоторое время стал главным редактором еженедельника «Московские новости», а позднее стал вести авторскую итоговую программу в прямом эфире на радио «Эхо Москвы» и телеканале RTVi — «Власть с Евгением Киселёвым» (с 8 декабря 2006 по 18 сентября 2009 года).
За всё время своего существования в телеэфире программа «Итоги» Евгения Киселёва стала настоящей кузницей репортёрских кадров. В разное время в ней работали такие ныне известные российские журналисты, как Алим Юсупов, Владимир Кондратьев, Елена Курляндцева, Владимир Кара-Мурза, Елена Масюк, Аркадий Мамонтов, Александр Хабаров, Вячеслав Грунский, Константин Точилин, Александр Абраменко, Эрнест Мацкявичюс, Андрей Черкасов, Владимир Чернышёв, Евгений Ревенко, Павел Лобков, Елизавета Листова, Борис Кольцов, Алексей Пивоваров, Илья Зимин, Вадим Такменёв, Алексей Кондулуков, Владимир Ленский, Эдуард Петров, Сергей Гапонов, Вадим Глускер, Сергей Морозов, Николай Николаев, Борис Соболев, Алексей Бурков и другие.
На протяжении всего своего существования в эфире программа завершалась демонстрацией титров с указанием всей съёмочной группы, до 1994 года также указывались фамилии работавших на выпуск корреспондентов и обозревателей. В отличие от программы «Сегодня» старого НТВ и новостных программ каналов позднего ТВ-6 и ТВС, в «Итогах» каждое появление корреспондента в кадре сопровождалось появлением плашки с его именем и фамилией.
Подобно Леониду Парфёнову, запустившему цикл «Намедни 1946—1960» на своём YouTube-канале, Евгений Киселёв с 17 ноября 2019 года выпускает программу «Итоги с Евгением Киселёвым» на своём канале «Кисельные берега».

## Дополнительные выпуски
С 16 ноября 1997 по 19 декабря 1999 года выходили также:
- Программа «Итоги. Предисловие» (с 5 сентября 1999 года выходила также под названием «Итоги»)[188][189][190]. Выходила в эфир по воскресеньям в 18:00 (с 7 февраля по 18 июля 1999 года — в 18:30, из-за появления на НТВ ток-шоу Арины Шараповой и трансляций матчей чемпионата России по футболу). Заменила собой воскресный выпуск программы «Сегодня вечером». Представляла собой предварительную информацию о событиях, которые будут анализироваться в выпуске в 21:00, а также готовые репортажи корреспондентов, которые ввиду своей проблематики могли не попасть в основной выпуск[70].
- Программа «Итоги. Ночной разговор» (с 16 ноября 1997 по 18 июля 1999 года[191]). Выходила в эфир в ночь с воскресенья на понедельник в плавающем графике от 23:00 до 1:00. В ней Евгений Киселёв общался с политическими и культурными деятелями на тему последних событий недели[192]. Первым гостем стал Борис Немцов, второй — Светлана Сорокина[193][194]. Беседы шли преимущественно в прямом эфире[195] (так как формат предусматривал звонки зрителей в студию по ходу разговора), но иногда эта программа проходила в записи в формате заранее снятого интервью за пределами телестудии. Так было, в частности, в случае с Борисом Березовским (22 марта 1998) и тогдашним президентом Чехии Вацлавом Гавелом (18 апреля 1999)[51].

С 19 января 1998 по 9 апреля 2001 года в понедельник утром (затем днём в 12:30) на НТВ выходил повтор программы: «Вчера в Итогах» (в период с сентября по декабрь 1999 года он демонстрировался только на восточных «дублях» телеканала). На НТВ повторные выпуски шли в прямом эфире, Евгений Киселёв так и говорил: «Мы повторяем вчерашний выпуск для тех, кто по каким-либо причинам не смог посмотреть его вчера вечером». В записи шли повторы интервью и прямых включений. На ТВ-6 и ТВС повторы воскресного выпуска выходили под названием «Итоги» (название такое же, как и у основной версии программы), но уже только в записи в утреннем эфире (в 9:25 на ТВ-6, с апреля по октябрь 2001 года, и в 11:25 на ТВС). В случае, если воскресный премьерный выпуск перебирал хронометраж, заявленный по печатной программе передач, из повтора «Итогов» в понедельник убирали записи продолжительных прямых включений, интерактивные опросы и интервью — по причине ограничений в сетке вещания.
Повтор воскресного вечернего выпуска с подведением итогов федеральных выборов в понедельник не предусматривался.

## Награды
- Лауреат «ТЭФИ—1996»[208]. За всё время существования журналисты «Итогов» и сама программа заработали 5 телевизионных наград ТЭФИ[159].

## Место съёмок
- До 1994 года программа выходила из серой студии.
- До 5 октября 1997 года программа выходила из студии программы «Сегодня», с 12 октября 1997 по 17 октября 1999 года студия размещалась в отдельном чёрном углу студии вечерних и ночных выпусков программы «Сегодня» (в 19:00, 22:00 и 0:00). Были две стены, расписанные словами «ИТОГИ», слева и справа, центральная стенка с размноженным названием передачи, коричневый стол и два стула для ведущего и гостя.
- С 24 октября 1999 по 8 апреля 2001 года программа «Итоги» выходила из большой студии НТВ[209][210] (11-я студия Останкино), где также снимали программы «Третий тайм», «Независимое расследование», «Глас народа», «В нашу гавань заходили корабли», «Тушите свет», «Футбольный клуб с Василием Уткиным» и другие.
- 15 и 22 апреля 2001 года программа снималась в виртуальной студии ТНТ[117], в которой в то время также выходила программа «Сегодня на ТВ-6»[211]. В выпуске от 15 апреля за спиной ведущего была фотография 11-й студии Останкино[212]. Впоследствии, с 29 апреля по 27 мая 2001 года программа выходила в студии с подсветкой оранжевого цвета[85]. На стене была изображена золотая копия планетарной модели атома Резерфорда с земным шаром в центре.
- С 3 июня по 1 июля 2001 года программа выходила из тёмно-синей студии с жёлтыми вкраплениями и полукруглым столом. В этой же студии снимались выпуски новостей ТВ-6. До 2001 года оттуда также выходили передачи ТВ-6 «Аллё, народ!», «Диск-канал», «БИС», «Аня, Карина и Женя представляют», «Катастрофы недели», ещё раньше — «Обозреватель», «Те кто», «В мире людей», «Спорт недели».
- С 9 сентября 2001 по 20 января 2002 года программа снималась в отдельном чёрном углу студии программы «Сейчас»[213] (в центре также стоял металлический куб-имитация земного шара).
- Со 2 июня 2002 по 8 июня 2003 года программа выходила из 5-й студии Останкино, где также снимали большинство программ на каналах ТВ-6 и ТВС[143].

## Экстренное вещание

### 1990-е годы
- 28 марта 1993 года плановый выпуск программы был посвящён ходу сессии Верховного Совета РФ.
- 1 января 1995 года плановый выпуск программы был посвящён ходу и последствиям штурма Грозного[214]. Были показаны репортажи корреспондентов Елены Масюк, Владимира Лусканова, Александра Поклада, Бориса Кольцова и Александра Герасимова.
- 5 марта 1995 года плановый выпуск программы «Итоги» полностью был посвящён случившемуся 1 марта убийству Владислава Листьева. Были показаны репортажи Елены Масюк, Николая Николаева, Василия Борисова, а также авторские комментарии Леонида Парфёнова и Владимира Кара-Мурзы. Из этого выпуска получила известность фраза Парфёнова: «Миллионы людей понятия не имеют про акционирование и рекламное время, для миллионов теперь единственная тема: оказывается, мы живём на поле страшных чудес, где каждый час — пиковый…»[215].
- 17 декабря 1995 года в 22:00, и в 00:00 вышли спецвыпуски программы, в которых подводились предварительные итоги выборов в Государственную думу.
- 16 июня и 3 июля 1996 года в 21:00, в 23:00, в 0:00, в 1:00, в 2:00 и в 3:00 вышли спецвыпуски программы, в которых подводились предварительные итоги выборов Президента России[216].
- 17 июля 1998 года был показан специальный выпуск программы, который включал в себя прямую трансляцию церемонии захоронения останков царской семьи Николая II Романова в Санкт-Петербурге[217][218].
- 15 августа 1999 года в 21:00 в эфир вышел специальный выпуск программы «Итоги», посвящённый отставке правительства Степашина[219][220][221][222]. Эфир продлился 2,5 часа[223].
- 19 декабря 1999 года в 21:00 вышел большой специальный выпуск программы на тему выборов в Государственную думу Российской Федерации третьего созыва[216][224][225]. Эфир с перерывами на несколько выпусков программы «Куклы»[226] продлился до 4:00 по московскому времени, объявленного по программе передач времени конца эфира.
- 31 декабря 1999 года в 19:00 и 22:03 вышло два экстренных выпуска программы[227], которые были посвящены внезапной отставке президента Ельцина[228][229]. В первом выпуске были показаны материалы Алима Юсупова (о роли и восприятии Ельцина), Евгения Ревенко, Владимира Кондратьева (о Путине) и Александра Хабарова (о Чечне), второй выпуск содержал в себе комментарии и мнения граждан, а также политических и государственных деятелей.

### 2000-е годы
- 26 марта 2000 года в эфир вышел большой специальный выпуск программы на тему президентских выборов в России[216][230]. Выпуск проходил с массовкой и известными политиками, политологами и общественными деятелями в качестве зрителей на гостевых позициях 11-й студии Останкино[231]. На связь со студией программы и ведущим Евгением Киселёвым по телемосту выходили известные политики и политологи, информационный центр в ЦИК РФ, штабы кандидатов в президенты. Там работали корреспонденты НТВ Алексей Пивоваров, Алексей Кондулуков, Эрнест Мацкявичюс, Павел Лобков, Алим Юсупов, Ашот Насибов. Также показывались записанные днём 26 марта репортажи других корреспондентов канала, тесно связанные с темой выборов — о том, как голосуют деятели культуры (автор — Е. Курляндцева), жители Балашихи (автор — А. Поборцев), пострадавшие от терактов осени 1999 года (автор — А. Мамонтов). Согласно сетке вещания НТВ, предоставленной печатным изданиям, выпуск должен был состоять из трёх частей: 19:00[232] (затем в сетке вещания стояли программа «Куклы» и сериал «Улицы разбитых фонарей»), 20:40 и 0:30 («Итоги. Ночь после выборов»)[233]. Однако в действительности выпуск по структуре был аналогичен выпуску 19 декабря 1999 года: он начался в 21:00 и с перерывом на «Куклы» продлился до объявленного по программе передач времени конца эфира[234].
- 14 мая 2000 года в 21:55 вышел специальный выпуск программы, посвящённый подсчёту голосов на губернаторских выборах в Санкт-Петербурге.
- В 2000 году программа должна была, согласно опубликованным программам передач, уйти в летний отпуск после эфира от 2 июля. Однако в связи с развитием начальных событий вокруг дела НТВ это случилось почти на месяц позже[235], 30 июля. По причине того, что сетки вещания для печатных телепрограмм формировались на две недели вперёд, 9 и 16 июля 2000 года «Итоги» выходили в эфир без объявления в них[236][237][238][239], а выпуски за 23 и 30 июля 2000 года были включены в плановые сетки вещания для печатных изданий.
- 3 апреля 2001 года в 20:00 вышел экстренный выпуск в формате ток-шоу, посвящённый захвату телекомпании НТВ[240][241]. В 11-й студии Останкино на зрительских позициях присутствовали многие журналисты НТВ, а также политики[242], политологи, пишущие журналисты, представители других телеканалов.
- 11 сентября 2001 года специальный выпуск был посвящён трагедии в США. Евгений Киселёв беседовал в студии с Владимиром Познером[243][244]. Плановый выпуск от 16 сентября также был отдан под эту тему и включал в себя телемосты с политическими и общественными деятелями[245].
- 7 октября 2001 года в рамках прямого эфира программы, шедшего около трёх часов подряд, освещалось начало войны в Афганистане[246][247][248][249]. Затем выходили специальные выпуски программы «Сейчас», которые вёл Андрей Норкин[250].
- В один из дней теракта на Дубровке (23—26 октября 2002 года) в течение всего дня вместо объявленных по программе передач, прерываясь на выпуски новостей, выходил экстренный эфир «Итоги. Судьба заложников». Выпуск проводили Евгений Киселёв и Юлия Латынина, затем Светлана Сорокина[251][252]. 27 октября 2002 года программа вышла в эфир с двумя выпусками — в 19:00 и в 21:20[253].